# Neus Bouza Gil
Neus Bouza Gil (Barcelona, 1916 - ibídem, 26 de mayo de 1939) fue una obrera y miliciana española, militante de la CNT ejecutada a los 22 años. Fue una de las doce mujeres de la Prisión de las Cortes fusiladas en el Campo de la Bota por el franquismo.

## Biografía
Nacida en Barcelona en 1916, vivía en el barrio del Pueblo Nuevo. En 1936, al inicio de la Guerra civil, se unió a las milicias obreras de la retaguardia y fue destinada a la antigua escuela de artillería, establecida en el Castillo de las cuatro torres del Campo de la Bota donde se encargaba de la lavandería y la cocina. Poco después, el gobierno de Largo Caballero ordenó acabar con la figura de las milicianas y desmovilizaron las mujeres del frente. Bouza Gil se reincorporó a su trabajo en la fábrica de lonas de la calle Ali-Bey. El 10 de octubre de 1936 se afilió a la CNT.
La derrota del bando republicano, dio paso a la dictadura de Franco y se inició una dura represión de los vencidos. El 23 de febrero de 1939 un vecino denunció a Bouza y fue detenida por un pelotón de falangistas. Entregada a la policía y encarcelada el 8 de marzo, el 26 de abril fue sometida a un consejo de guerra sumarísimo acusada de haber participado o presenciado la ejecución de personas de derechas, hechos que ella siempre negó. Condenada a muerte, fue fusilada en el Campo de la Bota el 26 de mayo de 1939 junto a 22 hombres.

## Reconocimientos
El Ayuntamiento de San Adrián de Besós a propuesta del Consejo Municipal de las Mujeres, en el marco de los actos de la Fiesta Mayor del año 2013 inauguró el salón de actos Nieves Bouza en la Biblioteca Municipal, dentro del proyecto Calles con nombre de mujer, el objetivo de esta propuesta fue dar visibilidad al papel de las mujeres en todos los ámbitos de la vida ciudadana y homenajear la memoria de todas las personas fusiladas en el Campo de la Bota.